# Visconde de Alverca
Visconde de Alverca é um título nobiliárquico português criado por D. João VI de Portugal, por Decreto de 15 de Junho de 1816, em favor de José António de Sá Pereira.
Titulares
1. José António de Sá Pereira, 1.° Visconde de Alverca;
2. Maria Luísa de Sá Pereira de Meneses de Melo Sottomaior, 2.ª Viscondessa de Alverca, 3.ª Condessa de Anadia;
3. José de Sá Pereira de Meneses Pais do Amaral, 3.º Visconde de Alverca.

Após a Implantação da República Portuguesa, e com o fim do sistema nobiliárquico, usaram o título: 
1. Filipa de Sá Pais do Amaral, 5.ª Viscondessa de Alverca;
2. Adriano José Pais do Amaral Coelho, 6.º Visconde de Alverca;
3. José Manuel Reis do Amaral Coelho, 7.º Visconde de Alverca.